# Fridolin Pflüger

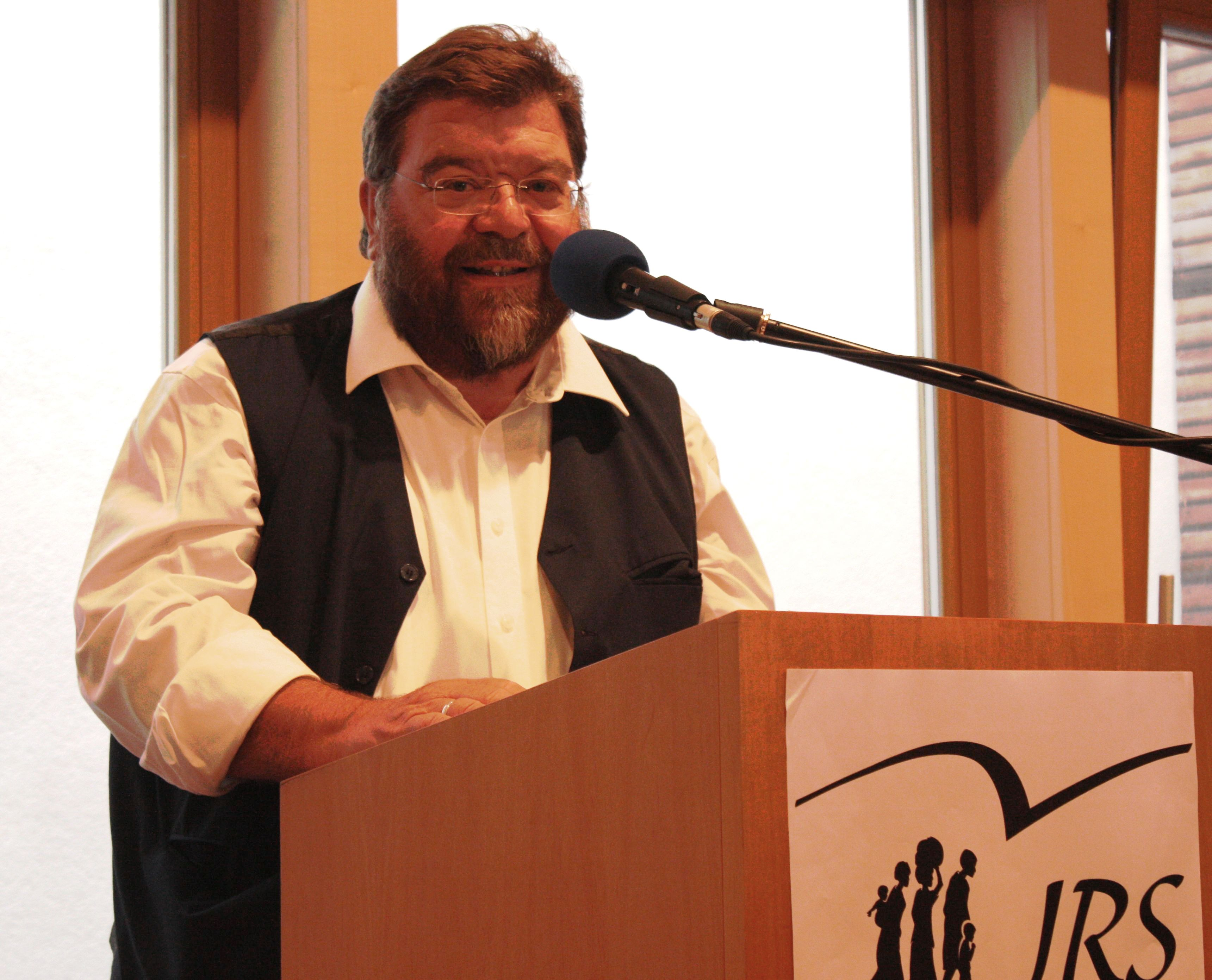
Frido Pflüger bei seiner Einführung als deutscher JRS-Direktor am 23. August 2012 in Berlin

Frido (eigentlich Fridolin) Pflüger SJ (* 18. Februar 1947 in Albbruck; † 20. Juni 2021 in Kampala, Uganda) war ein deutscher Jesuit. Er war Lehrer, Schulleiter und von September 2012 bis Juni 2018 Leiter des deutschen Jesuiten-Flüchtlingsdienstes in Berlin. Ab Oktober 2018 leitete er den Jesuit Refugee Service Uganda.

## Leben
Nach seinem Abitur am Waldshuter Hochrheingymnasium trat er im Jahr 1966 in den Jesuitenorden ein und studierte Philosophie und katholische Theologie in Pullach, Innsbruck und Tübingen. Von 1971 bis 1973 war er Erzieher und Mathematiklehrer am Kolleg St. Blasien im Schwarzwald. Am 2. Oktober 1976 empfing er in München durch Weihbischof Ernst Tewes CO die Priesterweihe. Von 1975 bis 1981 absolvierte er in Tübingen ein Zweitstudium der Mathematik und Physik und war anschließend Lehrer für Mathematik, Physik und Astronomie am Jesuitenkolleg in St. Blasien. Während seines Tertiats auf den Philippinen 1986/87 lebte er für drei Monate im Flüchtlingslager Bataan zusammen mit Flüchtlingen. Ab 1988 war er stellvertretender Schulleiter am Kolleg St. Blasien. Ab August 1992 half er beim Wiederaufbau des katholischen St. Benno-Gymnasiums in Dresden, dessen Schulleiter er 1994 wurde und bis 2003 blieb.
Ab 2003 arbeitete Pflüger drei Jahre lang für den Jesuiten-Flüchtlingsdienst als Projektleiter in Adjumani, Uganda, wo damals 90.000 sudanesische Flüchtlinge ankamen und 30.000 Kinder in den Flüchtlingsschulen betreut wurden. Von 2006 bis 2008 ernannte ihn der Provinzial der deutschen Jesuitenprovinz, P. Stefan Dartmann SJ, zum Delegaten für ignatianische Pädagogik. Ab 2008 war er Regionalleiter des Jesuiten-Flüchtlingsdienstes Ostafrika, der insgesamt etwa 110.000 Flüchtlinge betreut.
2012 wurde Pflüger Nachfolger von Pater Martin Stark SJ als Flüchtlingsseelsorger im Erzbistum Berlin und Vertreter des Erzbistums in der Berliner Härtefallkommission. Pflüger war Mitglied des Rotary Clubs Dresden.
Den Jesuiten-Flüchtlingsdienst Deutschland leitete Pflüger bis 2018. In dieser Aufgabe folgte ihm P. Claus Pfuff SJ. Ab Oktober 2018 war Pflüger erneut in Ostafrika tätig und leitete den Jesuit Refugee Service Uganda.
Frido Pflüger starb am 20. Juni 2021 in Kampala an den Folgen von COVID-19.

## Veröffentlichungen
- Frido Pflüger SJ, Jürgen Leide: Das St. Benno-Gymnasium in Dresden. In: Marion Wagner (Hrsg.): Wozu kirchliche Schulen? Profile, Probleme und Projekte; ein Beitrag zur aktuellen Bildungsdiskussion (= Texte zur Theorie und Geschichte der Bildung; 16). LIT, Münster u. a., 2001, ISBN 3-8258-4880-9, S. 119–142.